# Scafo

Diagramma di uno scafo navale. La zona in verde è la parte dritta, quella in rosso la parte sinistra. La sezione di colore scuro è la sezione maestra.

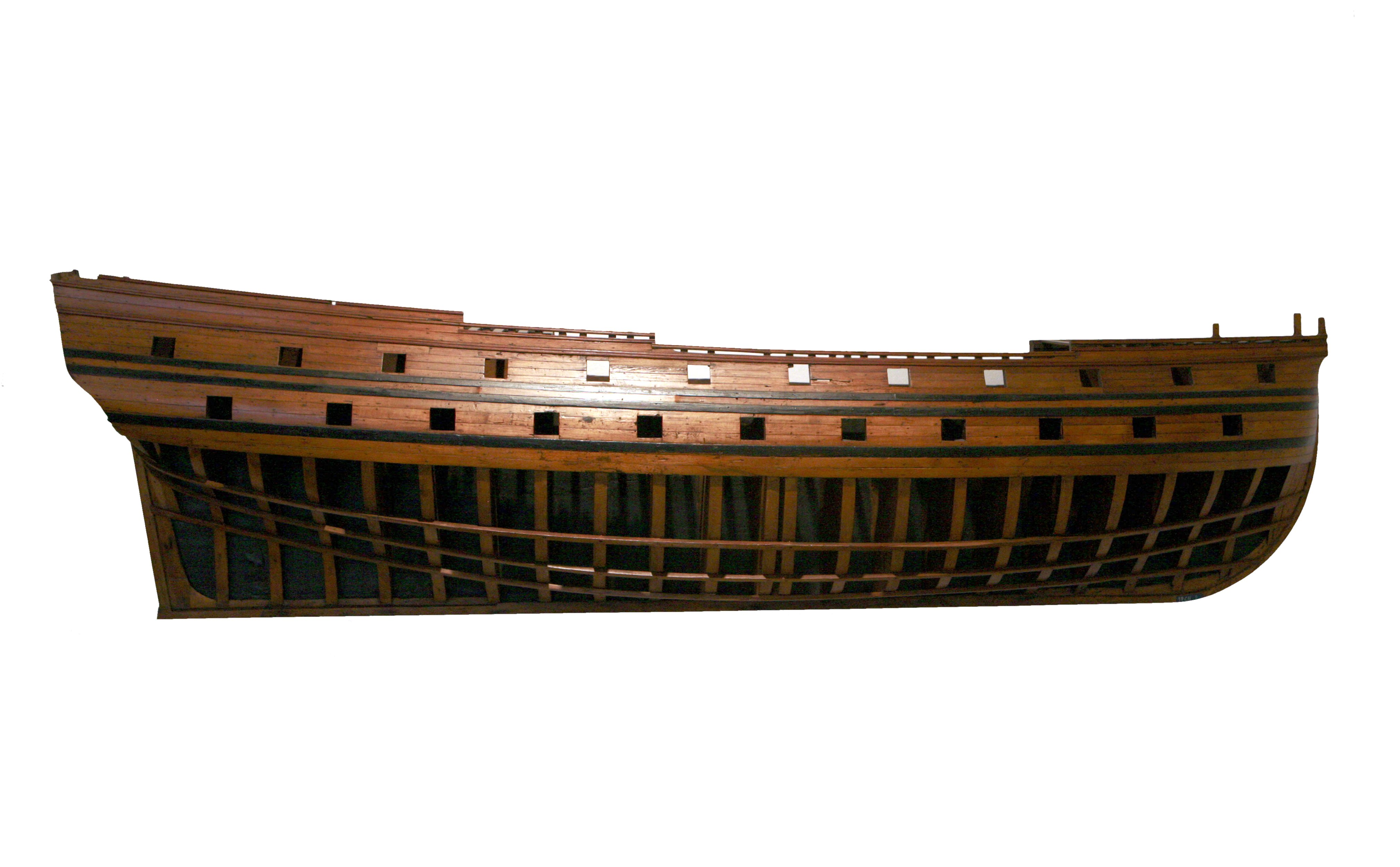
Struttura di uno scafo di un vascello francese del XVIII secolo

Lo scafo navale è la struttura di un'imbarcazione alla quale è affidato il galleggiamento. Questo si presenta come un solido la cui dimensione longitudinale è decisamente preponderante rispetto alle altre. La larghezza è in genere massima nella zona centrale e diminuisce quindi alle estremità.

## Descrizione
Lo scafo è diviso da un piano in due parti generalmente simmetriche. La parte immersa del piano diametrale è detta piano di deriva. La zona a destra del piano diametrale è detta parte dritta, mentre quella a sinistra parte sinistra.
Le sezioni che si ottengono secando lo scafo con un piano verticale e perpendicolare al piano diametrale sono chiamate sezioni verticali o ordinate. Si definisce sezione maestra, quella avente la massima area immersa (non necessariamente essa coincide con la sezione di massima larghezza della nave).
Lo scafo può essere suddiviso longitudinalmente in tre zone: poppa, la zona posteriore, parte maestra, la zona centrale, e prua o prora, la zona anteriore. Oppure in due zone: parte poppiera, quella posteriore, e parte prodiera, quella anteriore.
Lo scafo inoltre può essere suddiviso in opera viva o carena ed opera morta. L'opera viva è la parte immersa in acqua, mentre l'opera morta è la parte asciutta che comprende la zona superiore dello scafo e le strutture di coperta e sovraccoperta.
La linea che separa idealmente l'opera viva dall'opera morta si definisce linea di flusso e la figura racchiusa da quest'ultima viene denominata figura di galleggiamento o piano di galleggiamento.
La copertura superiore dello scafo è detta ponte di coperta, mentre quella inferiore è detta fondo.
I fianchi, detti murate,  sono le parti laterali dello scafo. I fianchi di prua sono detti masconi e vengono uniti da un elemento chiamato ruota di prua o dritto di prua. I fianchi di poppa sono detti anche o giardinetti, collegati da un elemento chiamato specchio di poppa o anche, nel caso di poppa tronca, quadro. L'orlo superiore dello specchio è detto coronamento, mentre in basso lo specchio assottigliandosi nella zona detta volta diventa il dritto di poppa.

## Divisione interna
Al suo interno lo scafo è suddiviso in compartimenti attraverso elementi, sia verticali che orizzontali. Questi hanno anche la funzione di irrobustire lo scafo ed assicurare la galleggiabilità anche in caso di falla.
Gli elementi verticali sono detti paratie, le quali possono essere isolanti ai liquidi allo scopo di realizzare una compartimentazione stagna. Le paratie possono essere inoltre sia trasversali che longitudinali, e generalmente sono contraddistinte da numeri. La prima paratia trasversale anteriore è detta paratia di collisione, mentre l'ultima paratia trasversale posteriore paratia di poppa o paratia del pressatrecce.
Le divisioni orizzontali sono dette ponti. Il ponte più alto e completo è detto ponte superiore, ponte di coperta o semplicemente coperta.
I gavoni sono dei compartimenti individuati all'estrema prua ed all'estrema poppa. Il gavone di prua, o cala del nostromo è il compartimento compreso tra la paratia di collisione e l'estrema prua, mentre il gavone di poppa è compreso tra la paratia del pressatrecce e l'estrema poppa. Solitamente all'interno dei gavoni sono ricavate le cisterne o casse di assetto, casse che vengono riempite o svuotate d'acqua per equilibrare il peso dell'imbarcazione.
Nella parte superiore del gavone di prua si trova il pozzo delle catene, un locale contenente le catene delle ancore.
Nella parte superiore del gavone di poppa sono presenti gli ingranaggi meccanici del timone, dai quali esso può essere manovrato manualmente (agghiaccio timone).
Le stive sono compartimenti delimitati longitudinalmente da due paratie trasversali e verticalmente dal fondo, o eventuale doppio fondo dello scafo, in basso, e dall'ultimo ponte in alto. Di norma le stive sono numerate a partire da prua. I corridoi o interponti sono i locali ricavati tra due ponti. Il locale apparato motore è un locale contenente la maggior parte degli impianti di propulsione.

## Composizione
Lo scafo è costituito da un insieme di parti. 
- La chiglia è una lunga trave, generalmente a sezione rettangolare o quadrata, collocata nella parte più bassa dello scafo ne costituisce il principale elemento strutturale.
- Collocate trasversalmente rispetto alla chiglia e fissate sulla stessa per mezzo di un incastro ci sono le costole.
- La parte più bassa delle costole si chiama madiere.
- La parte curva che segue il madiere è detta staminale o ginocchio.
- Le parti che incastrate nel madiere e che formano la costola sono chiamate scalmi e scalmòtto, in taluni casi presentano anche lo scalmòttino nella parte superiore.
- Le costole vengono tenute ferme sulla chiglia da una trave detta paramezzale.
- A prua e a poppa la chiglia s'incastra con due elementi chiamati rispettivamente dritto o ruota di poppa e dritto o ruota di prua.
- Lo scafo, al suo interno, viene irrobustito tramite delle travi longitudinali dette serrette e dormienti.
- Sopra il paramezzale sono sistemate delle tavole, i paioli, che formano un piano calpestabile detto pagliolato.
- Lo spazio tra il pagliolato e il fondo dello scafo è detto sentina, e raccoglie gli scoli e le acque che s'infiltrano nel fondo dello scafo.

## Classificazione
Gli scafi si suddividono in:
- Scafi dislocanti la spinta idrostatica che tiene la nave a galla dipende solamente dalla Legge di Archimede.
- Scafi plananti raggiunta una certa velocità possono planare al disopra della superficie, raggiungendo velocità maggiori ma perdendo stabilità.

### Differenze tra gli scafi
Gli scafi dislocanti infatti, raggiunta una certa velocità detta velocità critica, sono limitati dall'energia assorbita per la formazione del treno di onde.
La velocità critica in nodi è data dalla radice quadrata della lunghezza immersa dello scafo in piedi per un coefficiente compreso tra 1,3 e 1,4.
Considerando che le navi più grandi non superano in genere i 300 m di lunghezza, praticamente nessuna nave che non sia in grado di planare può superare i 40 nodi circa.
Fornendo un'adeguata quantità di energia però, una volta raggiunta una velocità pari a circa 1,5 o 2 volte la velocità critica (dipende dal peso e dalla forma dello scafo), la nave (purché abbia uno scafo predisposto, altrimenti la stabilità è troppo bassa) inizia a planare e può raggiungere velocità molto superiori: l'aliscafo, il windsurf e molti motoscafi possono planare sull'acqua.
Le barche a vela possono planare solo in condizioni di forte vento in poppa (da dietro) e qualche onda, altrimenti difficilmente superano i 10 nodi.